# Cryptochloris wintoni
Cryptochloris wintoni е вид бозайник от семейство Златни къртици (Chrysochloridae). Видът е критично застрашен от изчезване.

## Разпространение
Видът е ендемичен за Южна Африка.